# Passage des Panoramas
Die Passage des Panoramas ist eine überdachten Ladenpassage in Paris im 2. Arrondissement, zwischen dem Boulevard Montmartre im Norden und der Rue Saint-Marc im Süden. Die Passage ist eine wichtige Adresse für Philatelisten.

## Situation und Zugang
Die Passage ist eine der ältesten von Paris und eine der ersten überdachten Ladenstraßen in Europa. Sie wurde am 7. Juli 1974 in die Liste der Monument historique aufgenommen.
Die Metrostation Grands Boulevards liegt in der Nähe.

## Geschichte
Die Passage wurde 1799/1800 an der Stelle des Hôtel de Montmorency-Luxembourg, das 1704 von Lassurance erbaut wurde. Der heutige Eingang in der Rue Saint-Marc, gegenüber der Rue des Panoramas, war die Eingangstür zu diesem Haus. Der Name kommt von einer kommerziellen Attraktion, die dem amerikanischen Ingenieur und Erfinder Robert Fulton gehörte und der nach Paris kam, um seine neuesten Erfindungen, das Dampfschiff, das U-Boot und die Torpedos, Napoleon und dem Directoire anzubieten. Während er auf die Antwort wartete, subventionierte Fulton sein Nautilus-Projekt mit dem Geld, das er mit einer kommerziellen Ausstellung verdiente, die über dem Eingang installiert wurde und aus zwei Rotunden bestand, die Panoramabilder mit Landschaften aus Paris, Toulon, Rom, Jerusalem und anderen berühmten Großstädten darstellten. Als Napoléon das Projekt Fultons ablehnte, verließ dieser seine Panoramen, um seine Erfindung den Engländern in London anzubieten.
Als der amerikanische Reeder James William Thayer das alte Hotel per Auktion erwarb, fand er ein Mittel, den Ort durch diese Attraktion profitabel zu machen. Er war es auch, der den ersten Abschnitt der Passage durchbrechen ließ, der den Namen «Panoramas» gab, in Erinnerung an die 1831 zerstörten Panorama-Bilder.

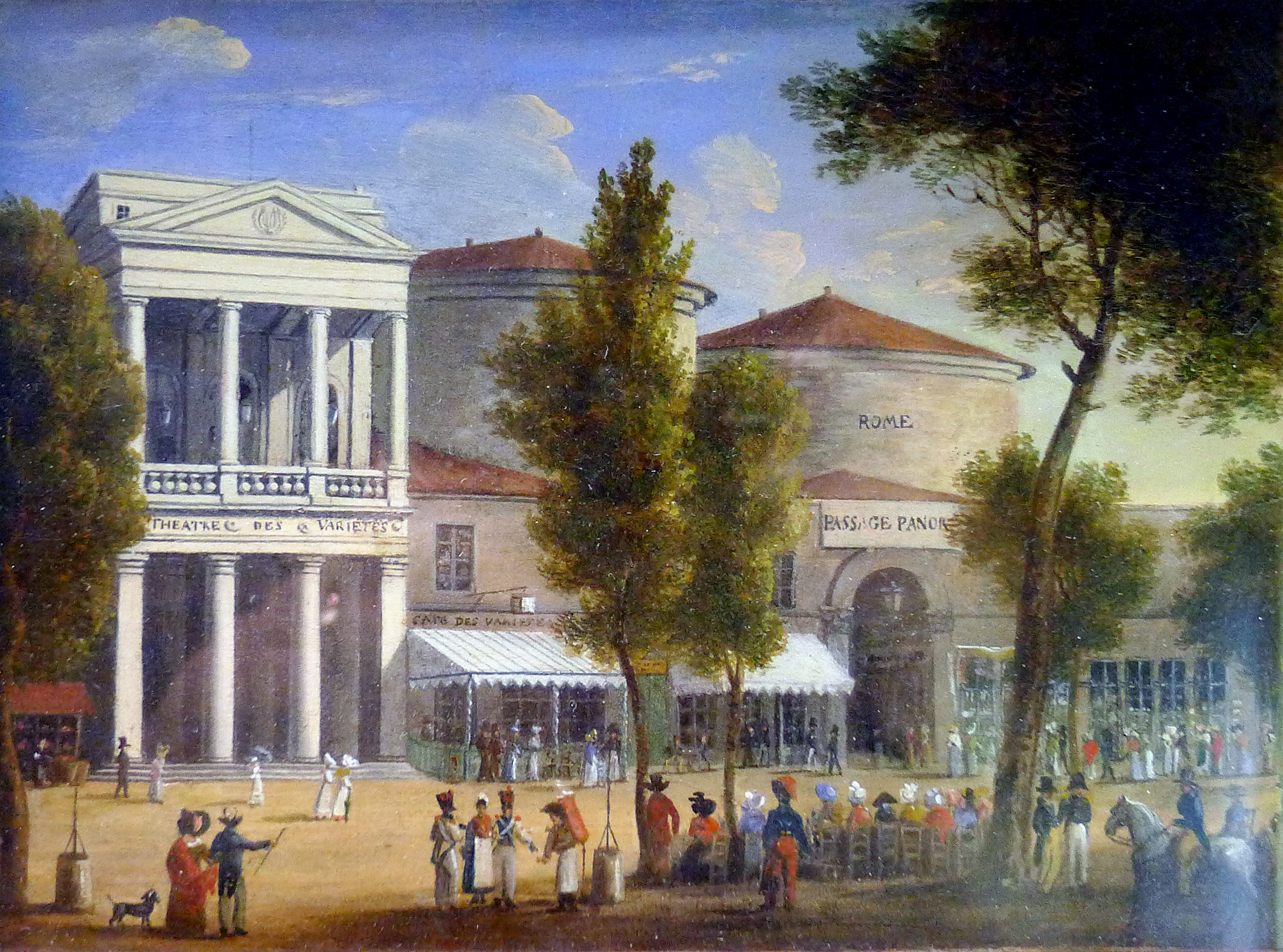
Boulevard Montmartre auf Höhe des Théâtre des Variétés und der Passage des Panoramas um 1820; Musée Carnavalet

Die erste überdachte Galerie wurde 1786 im Palais Royal eröffnet, gefolgt von der Feydau-Passage in den Jahren 1790–1791, der Kairo-Passage in 1799 und der Panorama-Passage in 1800. Im Jahr 1800 war das Einkaufen in den dunklen, schlammigen und überfüllten Straßen von Paris, von denen nur sehr wenige Gehwege oder Beleuchtung hatten, unangenehm. Basare und östliche Souks hatten jahrhundertelang überdachte Einkaufspassagen. Aber die Panorama-Passage wurde erstmals mit Glasdächern ausgestattet und dann, 1816, wurden in dieser Passage die ersten von Ingenieur Philippe Lebon erfundenen Gasbeleuchtungen versuchsweise installiert. So wurde die Passage zu einem Vorfahren von Einkaufspassagen des 19. Jahrhunderts und von überdachten Einkaufszentren des 20. Jahrhunderts.
1834 renovierte der Architekt Grisart die Passage und schuf drei zusätzliche Galerien im Inneren des Blocks: Galerie Saint-Marc, parallel zur Passage; Galerie des Variétés, die gleichzeitig Zugang zum Théâtre des Variétés ist; Galerie Feydeau et Montmartre. Hier lassen sich der Graveur Stern nieder, sowie Händler für (Kunst-)Postkarten und Briefmarken, ferner einige Restaurants. Die Passage präsentiert sich heute in der Nähe des Boulevard Montmartre reich verziert, während die entfernteren Galerien eher vernachlässigt erscheinen.
Im 19. Jahrhundert stellte der Bildhauer Jean-Pierre Dantan seine kleinen Gips- oder Bronzebüsten, Karikaturen und Porträts der damaligen Gesellschaft (u. a. Talleyrand, Louis-Philippe, Beethoven, Paganini, Liszt, Victor Hugo, Balzac) in einem der als «Dantan Museum» bekannten Räume aus.
Die Passage des Panoras inspirierte die «Cour de Paris», ein Einkaufszentrum im Erdgeschoss des Brudern Haus in Budapest. Das Musée Carnavalet zeigt ein Aquarell von Georges Cain, das Le Passage des panoramas (époque du Consulat) où fut fondée la maison Susse frères. Im Kapitel VII des Romans Nana von Émile Zola beschreibt die Passage, wie sie im Jahr 1867 aussah. Auch Anne Cuneo hat 1978 einen Roman in der Passage angelegt.

## Ansichten

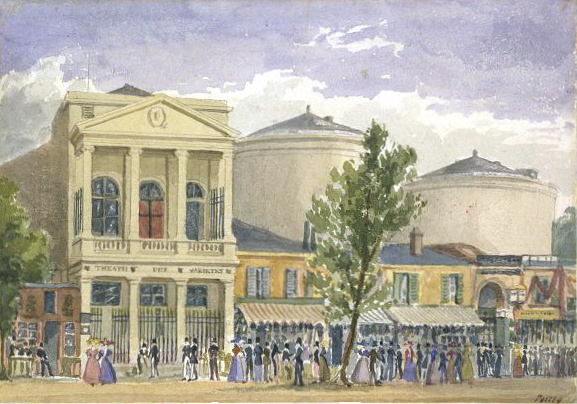
Links das Théâtre des Variétés und rechts die beiden Rotunden von James W. Thayer mit dem Eingang zur Passage.
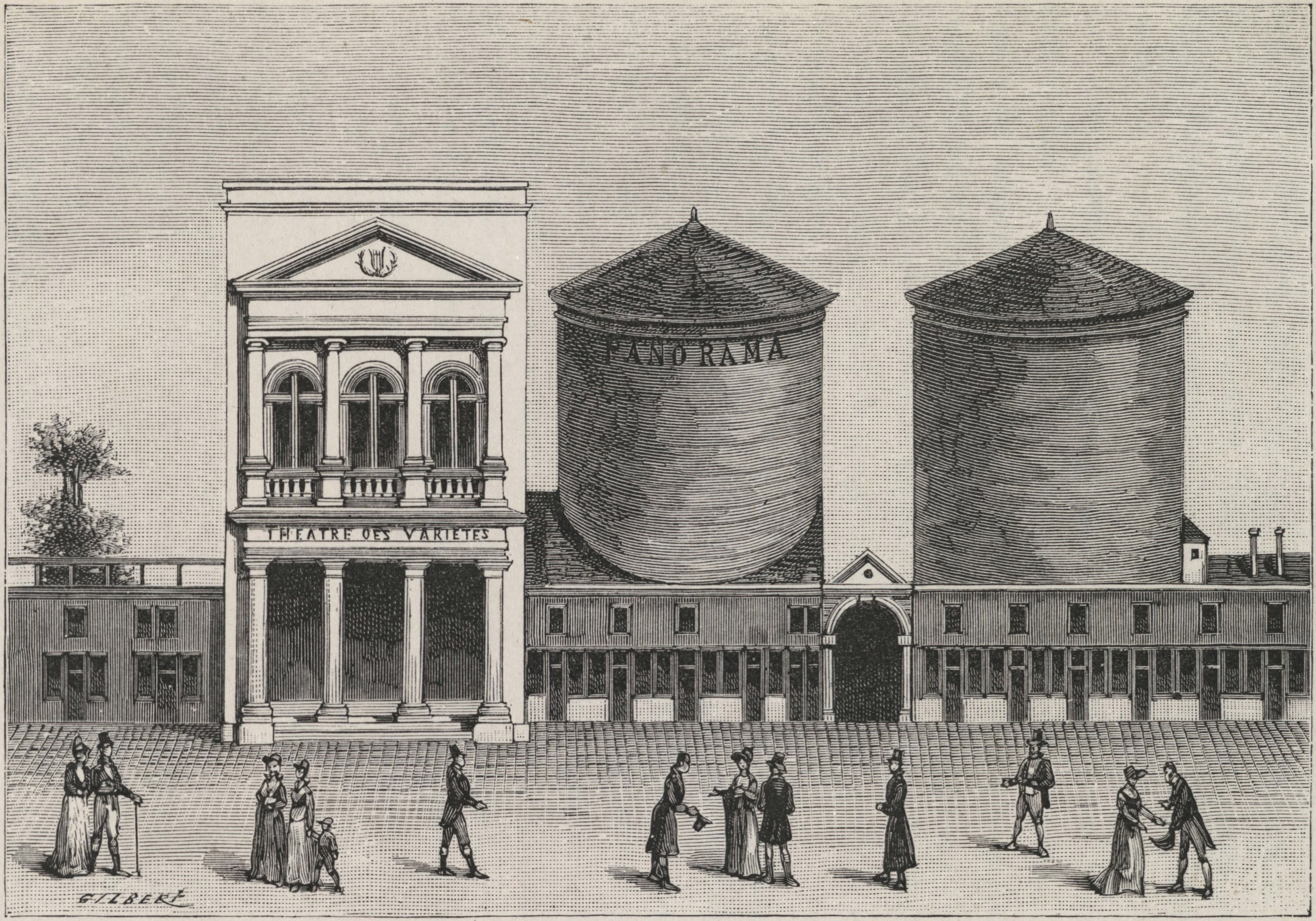
Die beiden ersten Kuppeln der Passage am Boulevard Montmartre nach einer Gravur von 1802, erschienen in La Nature
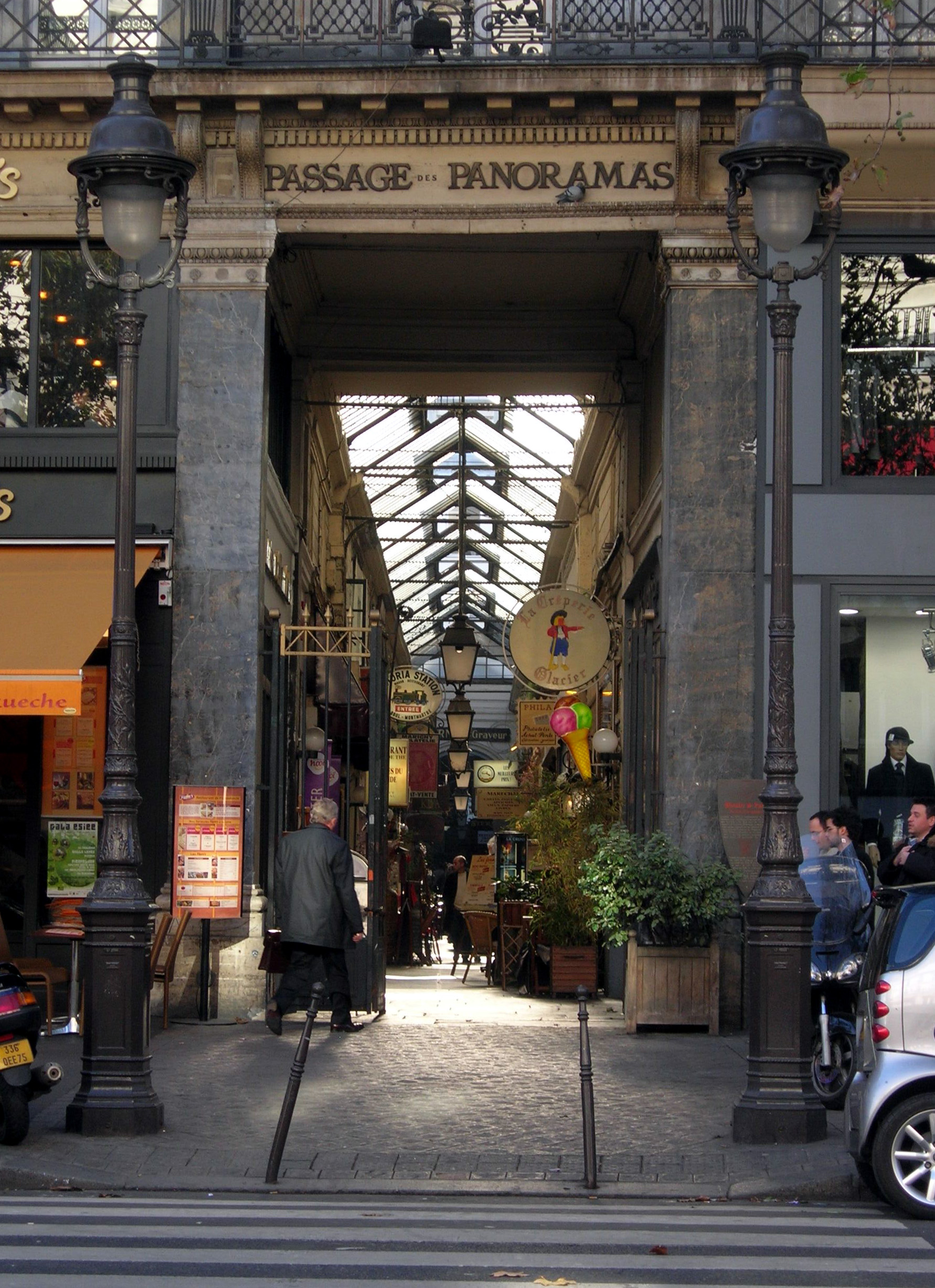
Eingang am Boulevard Montmartre.
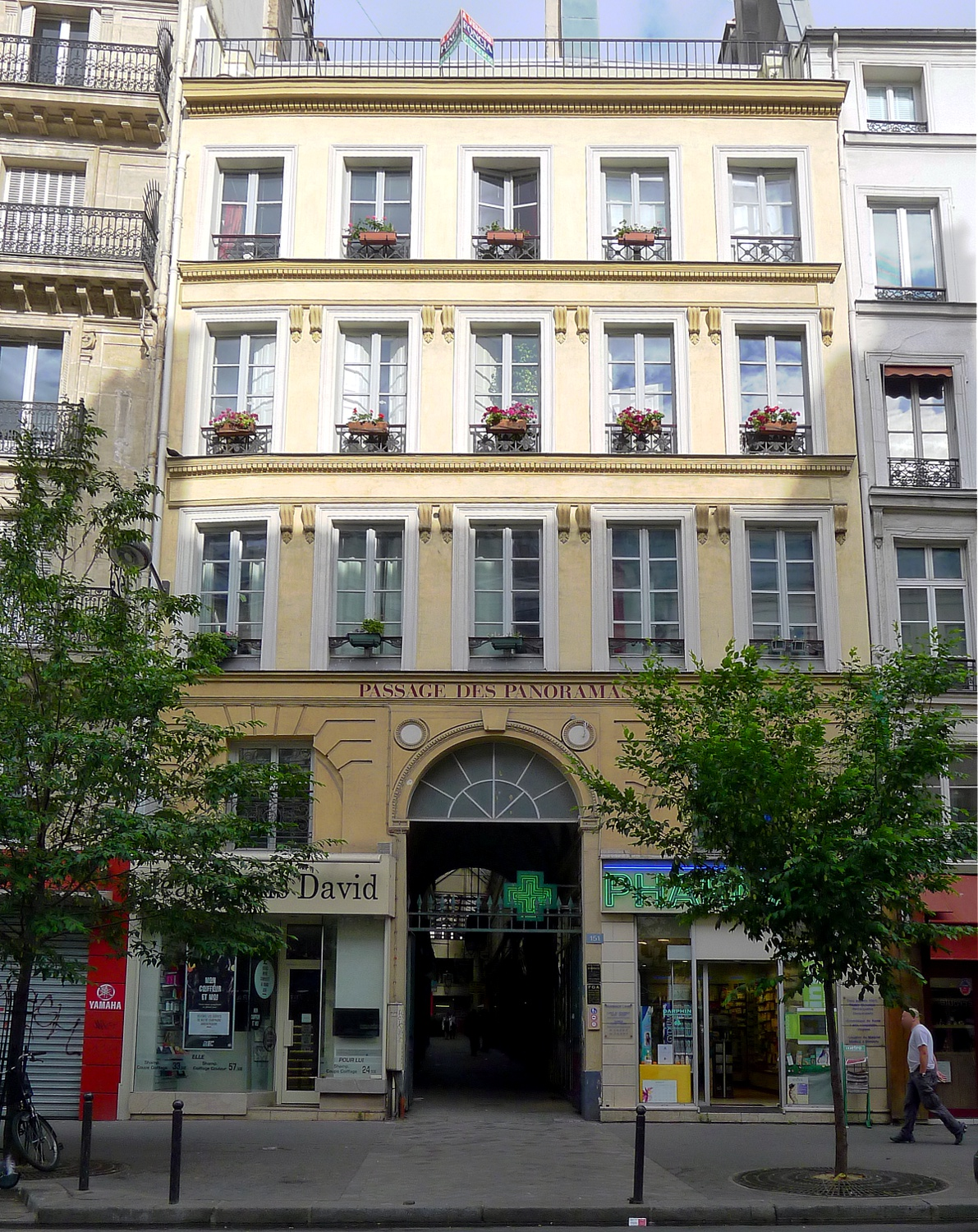
Eingang an der Rue Montmartre.
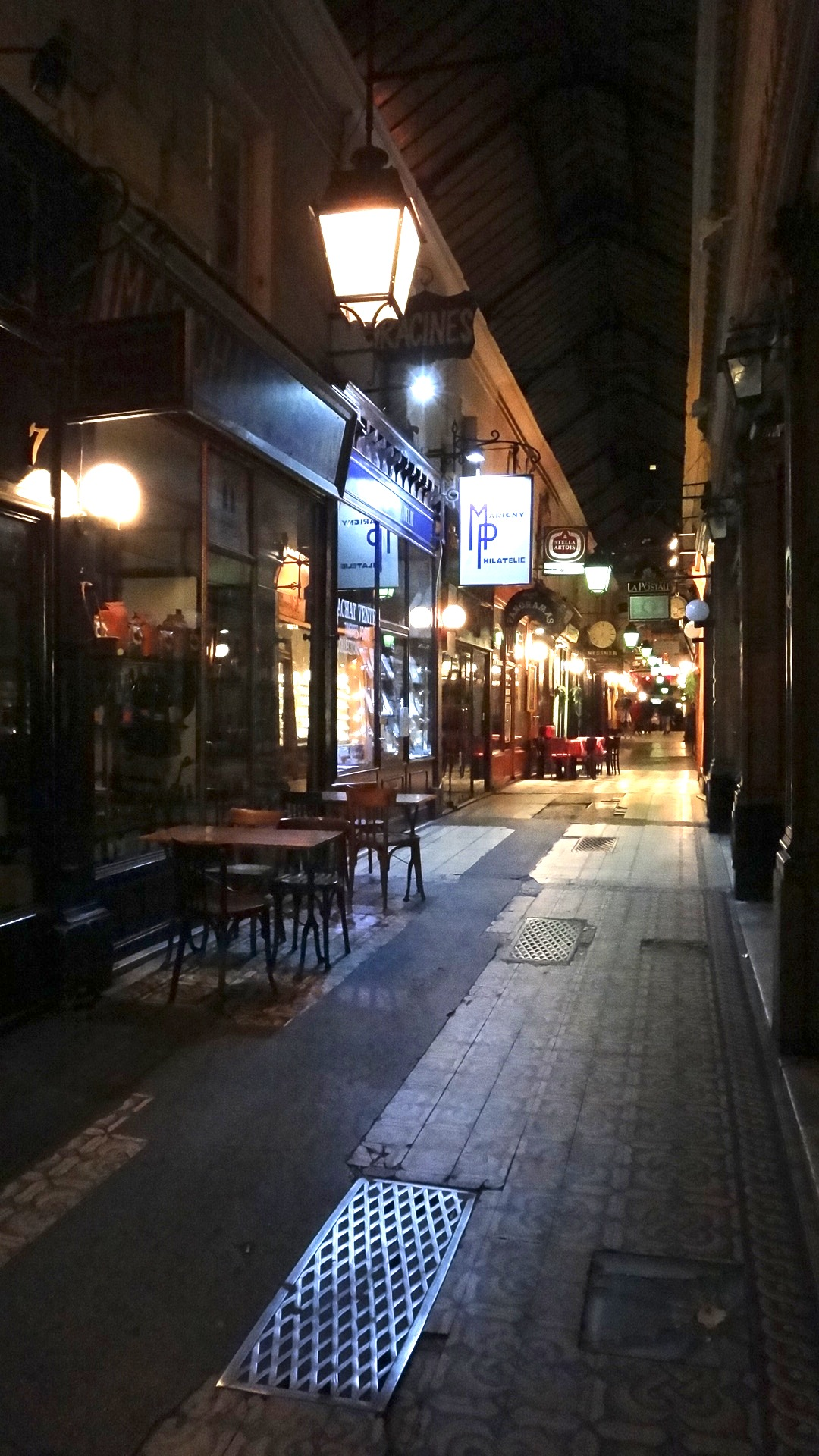
Die Passage bei Nacht
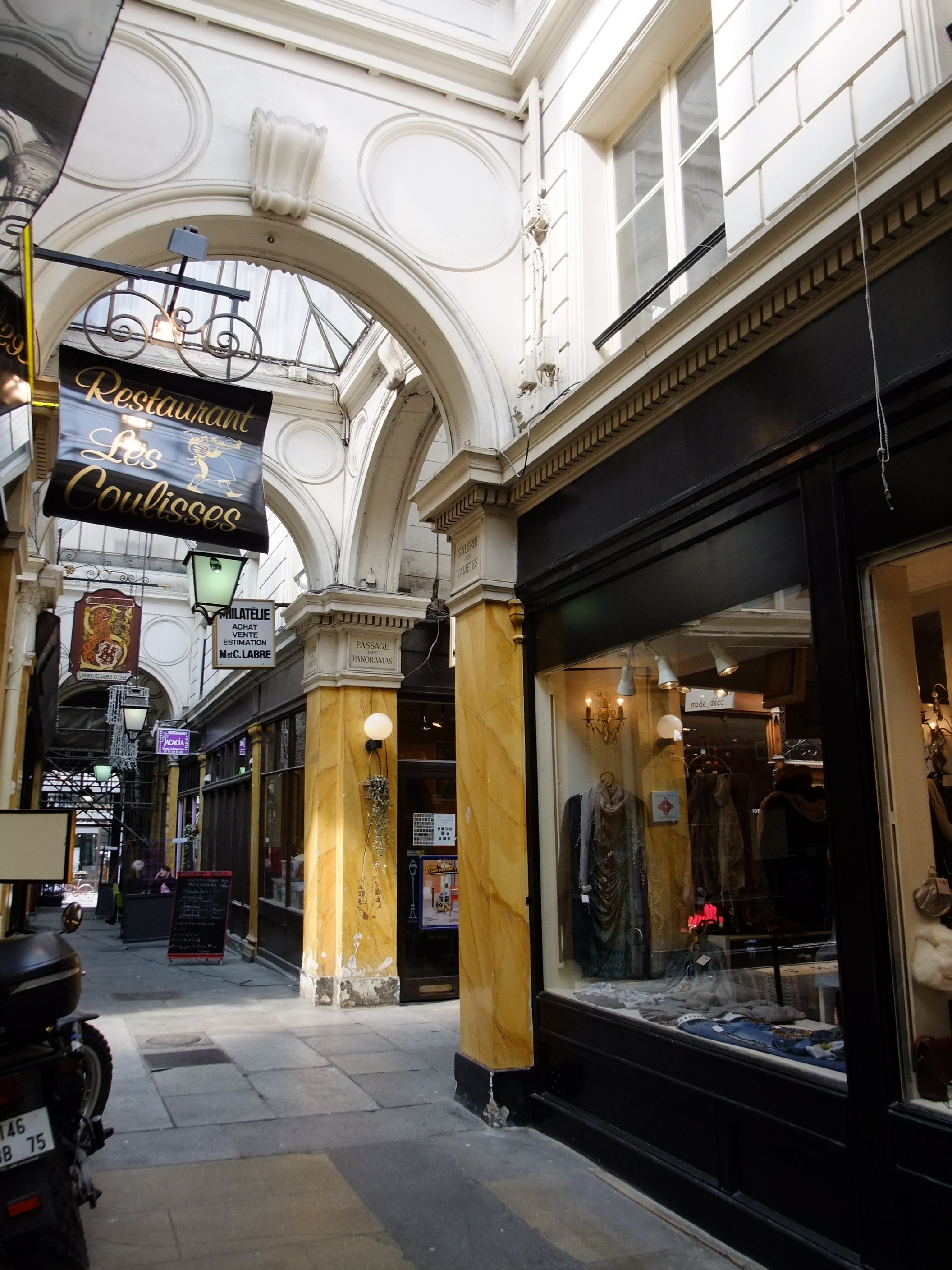
Die Galerie des Variétés.
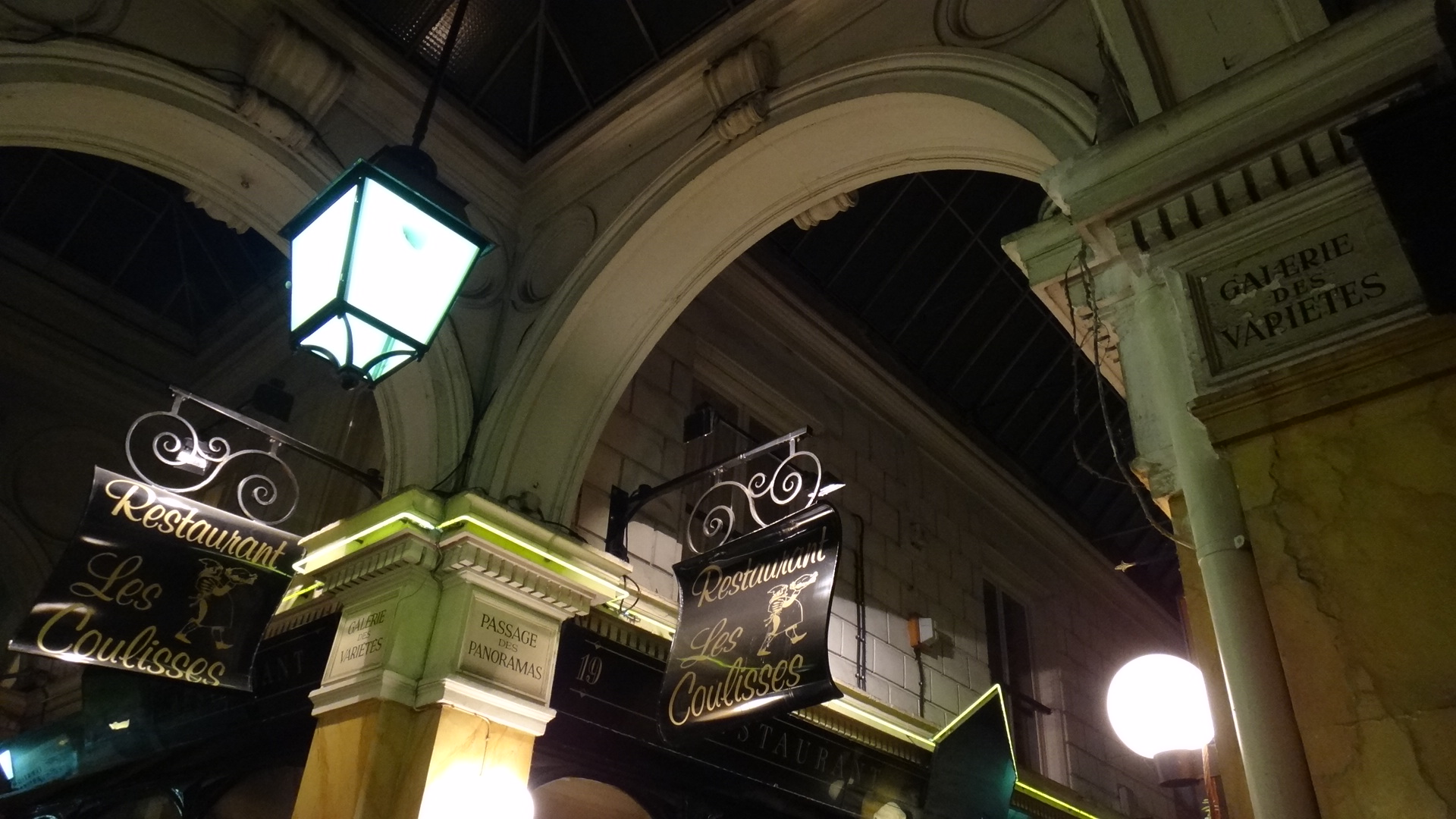
Ein Bogen an der Kreuzung der Galerie des Variétés.
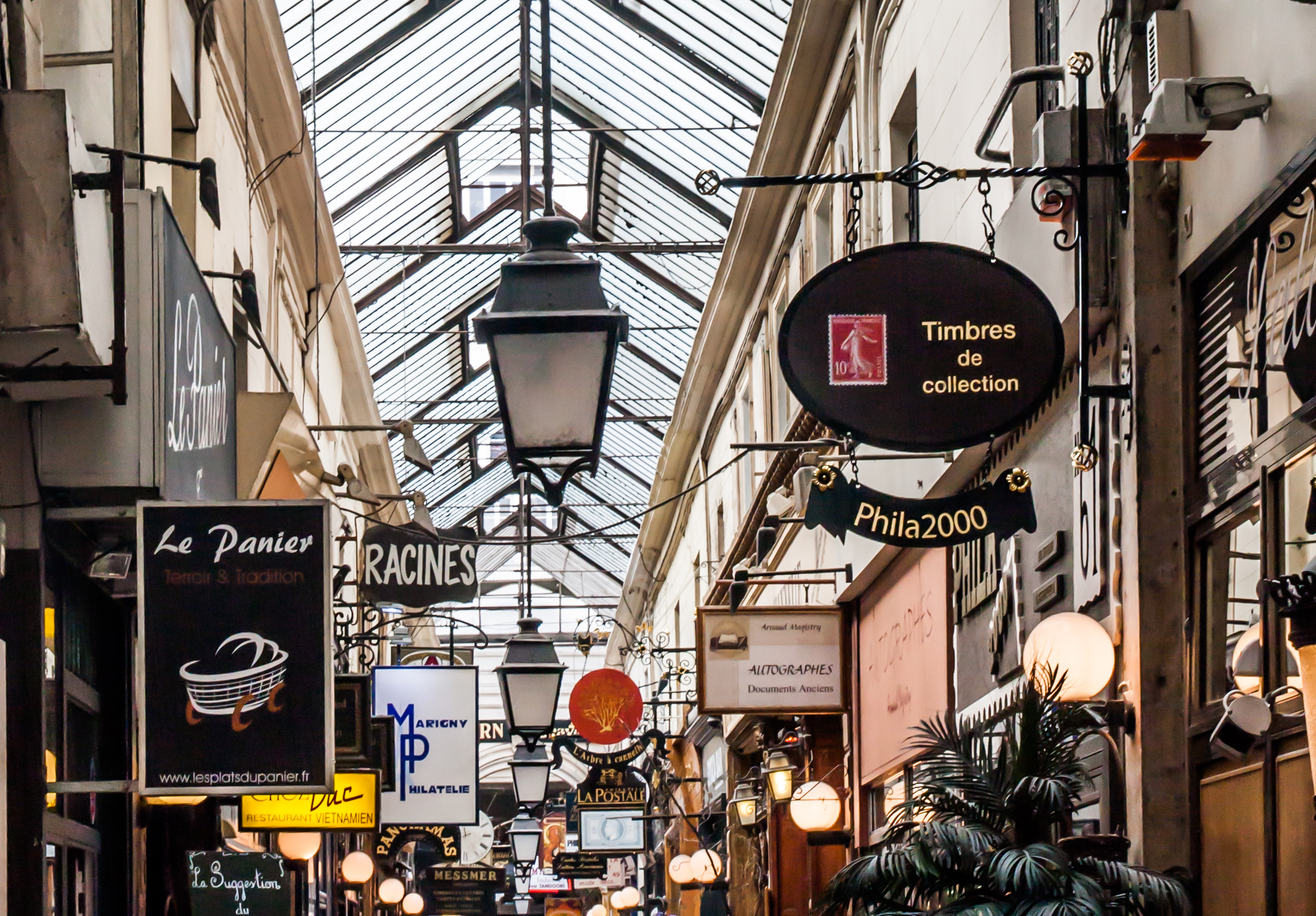
Sicht auf das Glasdach
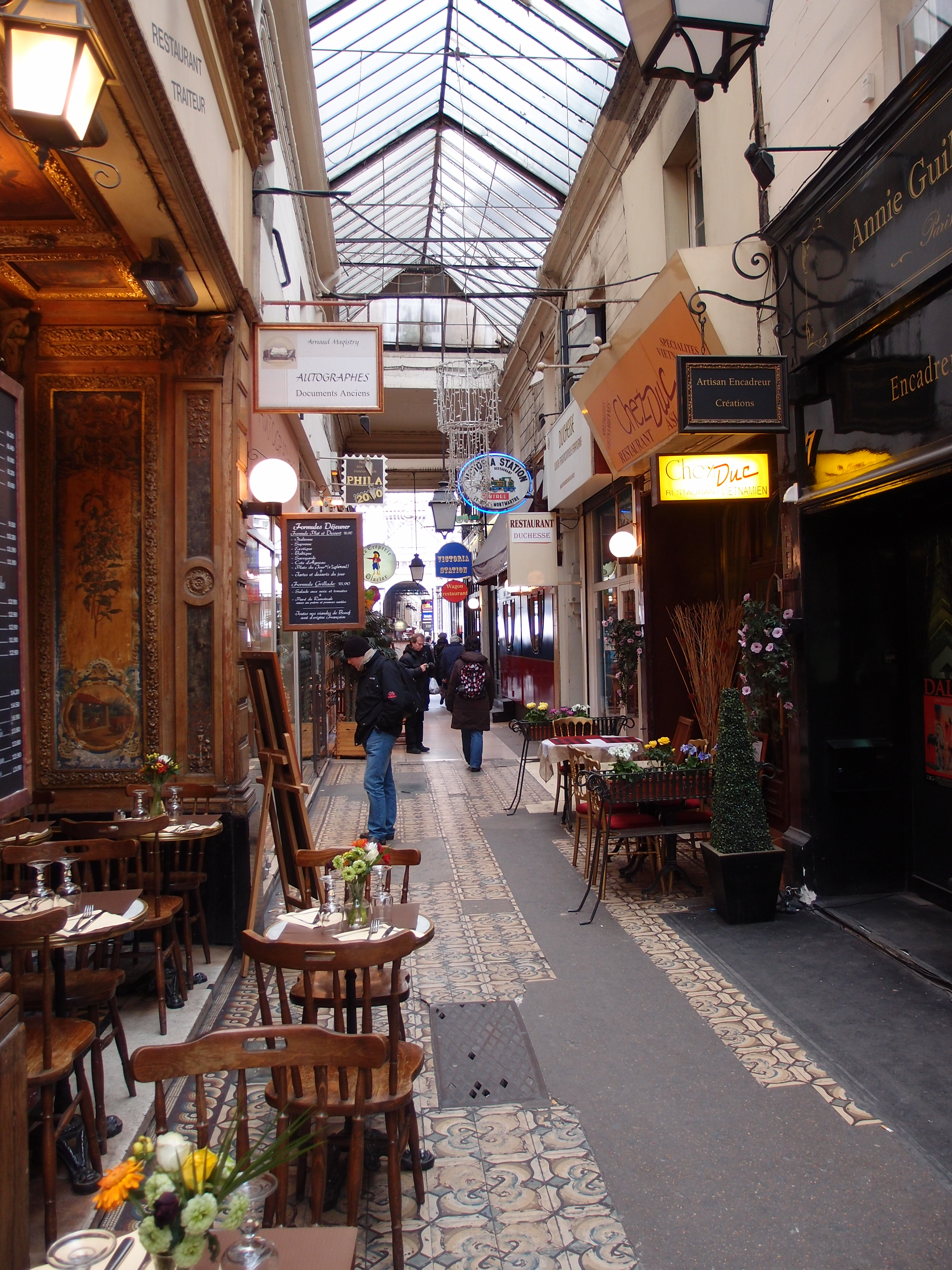
Die Passage im Jahr 2013.
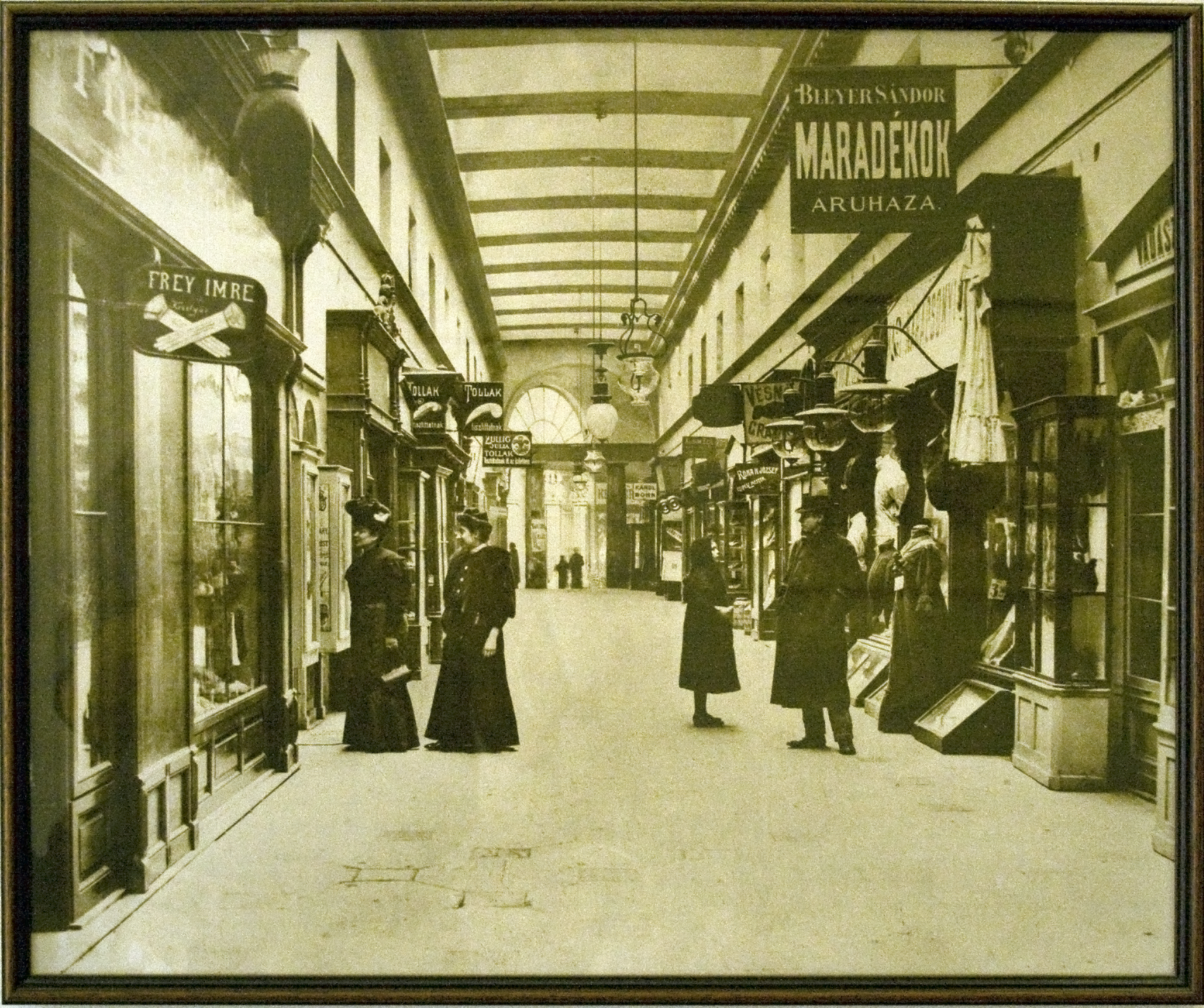
Die Passage im ehemaligen «Maison de Paris» in Budapest um 1900 vor der Zerstörung